# Macropsis involutus
Macropsis involutus är en insektsart som beskrevs av Dlabola 1963. Macropsis involutus ingår i släktet Macropsis och familjen dvärgstritar. Inga underarter finns listade i Catalogue of Life.